# Marta Ingarden

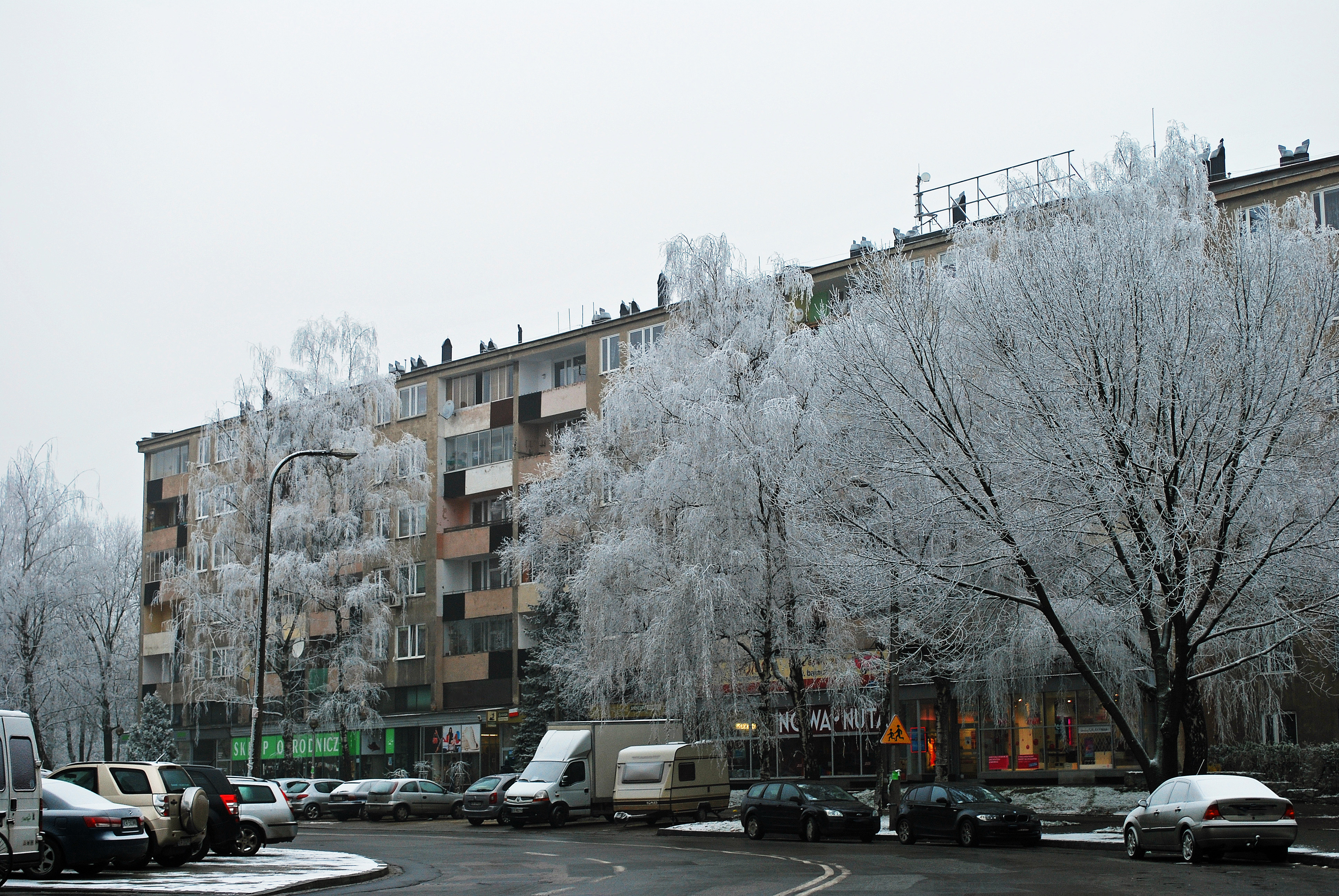
Bloque de pisos de 1957 diseñados y supervisados por la arquitecta e ingeniera Marta Ingarden y Janusz Ingardens, Nowa Huta, Cracovia, Polonia.

Marta Ingarden, de la casa de Bińkowska (lviv, 8 de septiembre de 1921-Cracovia, 18 de febrero de 2009), fue ingeniera y arquitecta.

## Formación
Se graduó de la Escuela secundaria y preparatoria "Reina Jadwiga" en Lviv en 1939. Comenzó sus estudios en la Facultad de Arquitectura de la Universidad Politécnica de Lviv, que continuó durante la ocupación nazi. En 1945 estudió en la Facultad de Arquitectura de la Universidad Politécnica de Cracovia, completando sus estudios en 1948.

## Trayectoria
Consiguió trabajo como diseñadora en la Oficina de Industria del Carbón en Cracovia, a continuación, en la Dirección del Departamento de Asentamientos de los trabajadores, y a partir del 1 de enero de 1950, en la Oficina Central de Estudios y Proyectos de Construcción y Propiedades de la red ZOR para la ciudad de Nowa Huta.
Junto con su marido Janusz Ingarden desarrolló y continuó el diseño y supervisión de la ejecución de muchos de los edificios de Nowa Huta. Entre otros de sus diseños, quedaron sin realizar el Teatro de Cámara, que iba a ser el escenario de un ambiente íntimo en Nowa Huta, y los edificios S y Z del Centro Administrativo de la acería Lenin. En 1957, ella y su marido recibieron el premio de segundo grado por el proyecto "edificio experimental" en las afueras de B-32, hoy llamado "Viviendas Casas de Cristales".
Es autora de muchos proyectos de arquitectura en Cracovia, entre otros, (con el equipo) del Hospital. L. Rydygiera. Fuera de Cracovia destacan, entre sus proyectos terminados, los edificios residenciales en Polkowice y Szymoszkowa, en Zakopane.
El funeral de Marty Ingarden se celebró el 24 de enero de 2009 en el cementerio de Salwator.